# Francesco Maria Greco
Francesco Maria Greco (26. července 1857, Acri – 13. ledna 1931, tamtéž) byl italský římskokatolický kněz, zakladatel kongregace Sester malých prací Nejsvětějšího Srdce. Katolická církev jej uctívá jako blahoslaveného.

## Život
Narodil se dne 26. července 1857 v Acri jako druhý z pěti dětí rodičům Raffaelu Grecovi a Concettě Pancaro. Jeho otec pracoval jako lékárník. Rozhodl se stát knězem a absolvoval studium v Kalábrii.
Dne 17. prosince 1881 byl vysvěcen na kněze. Dne 22. srpna 1885 získal v Neapoli doktorát z teologie. Poté vyučoval na kněžském semináři v Cosenze. Roku 1887 se stal farářem ve svém rodném městě. Zde spolupracoval na otevření nemocnice a střediska pro dorost, kde se mimo jiné vyučovalo náboženství.
Dne 12. září 1894 založil spolu se sestrou Raffaellou De Vincenti ženskou řeholní kongregaci Sester malých prací Nejsvětějšího Srdce. Jím založená kongregace se později rozšířila do několika zemí světa, dne 17. února 1902 obdržela diecézní potvrzení o svém založení a dne 7. července 1940 pak obdržela potvrzení papežské.
Zemřel na bronchitidu dne 13. ledna 1931 v Acri. Jeho ostatky byly dne 19. května 1961 exhumovány a uloženy do mateřského dumu jím založené kongregace v Acri.

## Úcta
Jeho beatifikační proces byl zahájen roku 1957. Dne 19. dubna 2004 jej papež sv. Jan Pavel II. podepsáním dekretu o jeho heroických ctnostech prohlásil za ctihodného. Dne 21. ledna 2016 byl uznán zázrak na jeho přímluvu, potřebný pro jeho blahořečení.
Blahořečen pak byl dne 21. května 2016 v Cosenze. Obřadu předsedal jménem papeže Františka kardinál Angelo Amato.
Jeho památka je připomínána 13. ledna. Bývá zobrazován v kněžském oděvu. Je patronem jím založené kongregace a města Acri.